# Рей (Північна Дакота)
Рей (англ. Ray) — місто (англ. city) в США, в окрузі Вільямс штату Північна Дакота. Населення — 592 особи (2010).

## Географія
Рей розташований за координатами 48°20′34″ пн. ш. 103°9′42″ зх. д. / 48.34278° пн. ш. 103.16167° зх. д. (48.342666, -103.161645).  За даними Бюро перепису населення США в 2010 році місто мало площу 2,71 км², з яких 2,61 км² — суходіл та 0,09 км² — водойми. В 2017 році площа становила 3,51 км², з яких 3,41 км² — суходіл та 0,10 км² — водойми.

## Демографія
Згідно з переписом 2010 року, у місті мешкали 592 особи в 276 домогосподарствах у складі 163 родин. Густота населення становила 219 осіб/км².  Було 301 помешкання (111/км²).
Расовий склад населення:
| - 95,9 % — білих - 2,5 % — корінних американців - 0,3 % — азіатів |

До двох чи більше рас належало 1,2 %. Частка іспаномовних становила 1,0 % від усіх жителів.
За віковим діапазоном населення розподілялося таким чином: 20,8 % — особи молодші 18 років, 62,8 % — особи у віці 18—64 років, 16,4 % — особи у віці 65 років та старші. Медіана віку мешканця становила 46,1 року. На 100 осіб жіночої статі у місті припадало 113,7 чоловіків;  на 100 жінок у віці від 18 років та старших — 114,2 чоловіків також старших 18 років.
Середній дохід на одне домашнє господарство  становив 84 274 долари США (медіана — 77 500), а середній дохід на одну сім'ю — 84 329 доларів (медіана — 70 500). За межею бідності перебувало 5,1 % осіб, у тому числі 0,0 % дітей у віці до 18 років та 6,3 % осіб у віці 65 років та старших.
Цивільне працевлаштоване населення становило 322 особи. Основні галузі зайнятості: роздрібна торгівля — 18,0 %, сільське господарство, лісництво, риболовля — 17,7 %, освіта, охорона здоров'я та соціальна допомога — 14,6 %.